# B4.DA.$$
B4.DA.$$ (pronunciato "before da money") è l'album d'esordio del rapper statunitense Joey Badass, pubblicato il 20 gennaio 2015. L'album è prodotto dalle etichette Pro Era, Cinematic Music Group e Relentless Records ed è distribuito da RED. Alle basi lavorano, tra gli altri, anche DJ Premier, Statik Selektah e i Roots.
B4.DA.$$ raggiunge la quinta posizione nella Billboard 200 e il primo posto tra gli album R&B/Hip-Hop, tra gli album rap e tra quelli indipendenti. Il sito Metacritic gli assegna un punteggio di 75/100.
| Recensione     | Giudizio |
| -------------- | -------- |
| AllMusic       | [ 2 ]    |
| The A.V. Club  | B        |
| Consequence    | B+       |
| PopMatters     | [ 5 ]    |
| Exclaim!       | [ 6 ]    |
| The Guardian   | [ 7 ]    |
| HipHopDX       | [ 8 ]    |
| Rolling Stone  | [ 9 ]    |
| Spin           | [ 10 ]   |
| Slant Magazine | [ 11 ]   |

## Tracce
1. Save the Children – 3:35 – Statik Selektah
2. Greenbax (Introlude) – 0:48 – Lee Bannon
3. Paper Trails – 3:14 – DJ Premier
4. Piece of Mind – 3:38 – Joachim
5. Big Dusty – 4:53 – Kirk Knight
6. Hazeus View – 3:39 – Kirk Knight, 1-900 (prod. agg.)
7. Like Me (featuring BJ the Chicago Kid) – 4:28 – J Dilla, The Roots, 1-900 (prod. agg.)
8. Belly of the Beast (featuring Chronixx) – 3:56 – Hit-Boy
9. No. 99 – 2:46 – Statik Selektah, 1-900 (prod. agg.)
10. Christ Conscious – 2:53 – Basquiat
11. On & On (featuring Dyemond Lewis & Maverick Sabre) – 4:40 – Joachim
12. Escape 120 (featuring Raury) – 3:47 – Chuck Strangers
13. Black Beetles – 3:50 – Chuck Strangers, 1-900 (prod. agg.)
14. O.C.B. – 3:43 – Samiyam
15. Curry Chicken – 3:33 – Statik Selektah, 1-900 (prod. agg.), Antman Wonder (prod. agg.)

Tracce bonus nell'edizione deluxe
1. Run Up On Ya (featuring Action Bronson & Elle Varner) – 4:08 – Statik Selektah
2. Teach Me (featuring Kiesza) – 4:18 – ASTR, Chuck Strangers

## Classifiche

### Classifiche settimanali
| Classifica (2015)         | Posizione massima |
| ------------------------- | ----------------- |
| Canada                    | 8                 |
| Stati Uniti               | 5                 |
| US Digital Albums         | 3                 |
| US Independent Albums     | 1                 |
| US Rap Albums             | 1                 |
| US Tastemaker Albums      | 3                 |
| US Top R&B/Hip-Hop Albums | 1                 |